# 丹尼斯·甘塞爾
丹尼斯·甘塞爾（德語：Dennis Gansel，1973年10月4日—）是一名德國男導演、編劇和演員。較著名的作品如電影《惡魔教室》（2004年）、《艷訪吸血鬼》（2010年）和《極速秒殺2》（2016年）。
甘塞爾常與演員馬可斯·尼麥特、剪輯約亨·瑞特爾、作曲家海科·麥利合作。他最喜歡的導演是薛尼·波勒。

## 作品列表
- 1995：《Im Auftrag des Herrn》-導演（短片）
- 1997：《The Wrong Trip》-導演（短片）
- 1998：《Living Dead》-導演（短片）
- 2000：《達斯幻影》（Das Phantom）-導演（電視電影）
- 2001：《女孩》（Mädchen, Mädchen）-導演，演員；飾 郵差
- 2004：《英雄教育》（Before the Fall）-導演，編劇
- 2008：《惡魔教室》（The Wave）-導演，編劇
- 2010：《亞當變奏曲》（Men in the City）-演員；飾 拉爾斯
- 2010：《艷訪吸血鬼（英语：We Are the Night (film)）》（We Are the Night）-導演
- 2011：《205：恐懼室》（205 - Room of Fear）-演員；飾 男友
- 2012：《第四種權力》（The Fourth State）-導演，編劇
- 2016：《極速秒殺2》（Mechanic: Resurrection）-導演[2]
- 2019：《柏林，我愛你》（Mechanic: Resurrection）-導演（章節：〈Embassy〉）
- 2020：《吉姆與十三個海盜（德语：Jim Knopf und die Wilde 13 (Film)）》（Jim Knopf und die Wilde 13）-導演

## 外部連結
- 丹尼斯·甘塞爾在互联网电影资料库（IMDb）上的資料（英文）
- Website of Dennis Gansel